# Brigitte Streich
Brigitte Streich (* 29. März 1954 in Göttingen) ist eine deutsche Archivarin und Historikerin. Sie war von 2001 bis 2019 Leiterin des Stadtarchivs Wiesbaden.

## Leben
Brigitte Streich erwarb den Berufsabschluss als Übersetzerin und studierte anschließend Geschichte, Romanistik und Historische Hilfswissenschaften an der Georg-August-Universität Göttingen. Dort wurde sie 1988 promoviert mit der von Ernst Schubert betreuten Doktorarbeit zum Thema Zwischen Reiseherrschaft und Residenzbildung. Der wettinische Hof im späten Mittelalter, die im Jahre 1989 als Band 101 der Mitteldeutschen Forschungen im Druck erschien.
Vom Landeshauptarchiv Sachsen-Anhalt wurde sie als Referendarin zur Ausbildung für den höheren Archivdienst an die Archivschule Marburg delegiert, wo sie den zweijährigen 26. Wissenschaftlichen Kurs besuchte. Danach war sie von 1994 bis 2001 als Leiterin des Stadtarchivs Celle tätig. Im Sommer 2001 übernahm sie die Leitung des Stadtarchivs Wiesbaden, wo sie auch Vorsitzende des Landesverbandes Hessen im Verband deutscher Archivarinnen und Archivare (VdA) wurde. Im Herbst 2019 trat sie in den Ruhestand.

## Schriften (Auswahl)
- Zwischen Reiseherrschaft und Residenzbildung. Der wettinische Hof im späten Mittelalter (= Mitteldeutsche Forschungen, 101), Böhlau, Köln/Wien 1989.
- Friedrich der Friedfertige, Landgraf von Thüringen (1384–1440). In: Lexikon des Mittelalters (LexMA). Band 4. Artemis & Winkler, München/Zürich 1989, ISBN 3-7608-8904-2, Sp. 961.
- Geschichtliches Ortsverzeichnis der Grafschaften Hoya und Diepholz. Bd. 2: L–Z (= Veröffentlichungen der Historischen Kommission für Niedersachsen und Bremen, 30), Hahn, Hannover 1993.
- Ernst Devrient (1873–1948). Historiker – Archivar – Publizist. In: Thüringische Forschungen. Festschrift für Hans Eberhardt zum 85. Geburtstag, Böhlau, Weimar 1993, S. 491–515.
- Ernst Devrient (1873–1948). In: Thüringer Archivarverband (Hrsg.): Lebensbilder Thüringer Archivare, Rudolstadt 2001, S. 38–42.
- Das Amt Altenburg im 15. Jahrhundert. Zur Praxis der kursächsischen Lokalverwaltung im Mittelalter (= Veröffentlichungen aus thüringischen Staatsarchiven, 7), Böhlau, Weimar 2000.
- (mit Jutta Charlotte von Bloh und Dirk Syndram): Mit Schwert und Kreuz zur Kurfürstenmacht. Friedrich der Streitbare, Markgraf von Meißen und Kurfürst von Sachsen (1370–1428), Ausstellungskatalog, Grünes Gewölbe, Dresden 2007.
- Wiesbaden. Kindheit und Jugend um 1900. Historische Fotografien. Sutton Verlag, Erfurt 2009.